# Toliara
Toliara (nota anche come Toliary, e in passato come Tuléar) è un comune urbano (firaisana) situato sulla costa sudoccidentale del Madagascar, capoluogo della provincia di Toliara e della regione di Atsimo-Andrefana. Ha una popolazione di 113.014 persone (stima del 2005).
Toliara si trova in un'oasi nel mezzo di una vasta regione desertica.

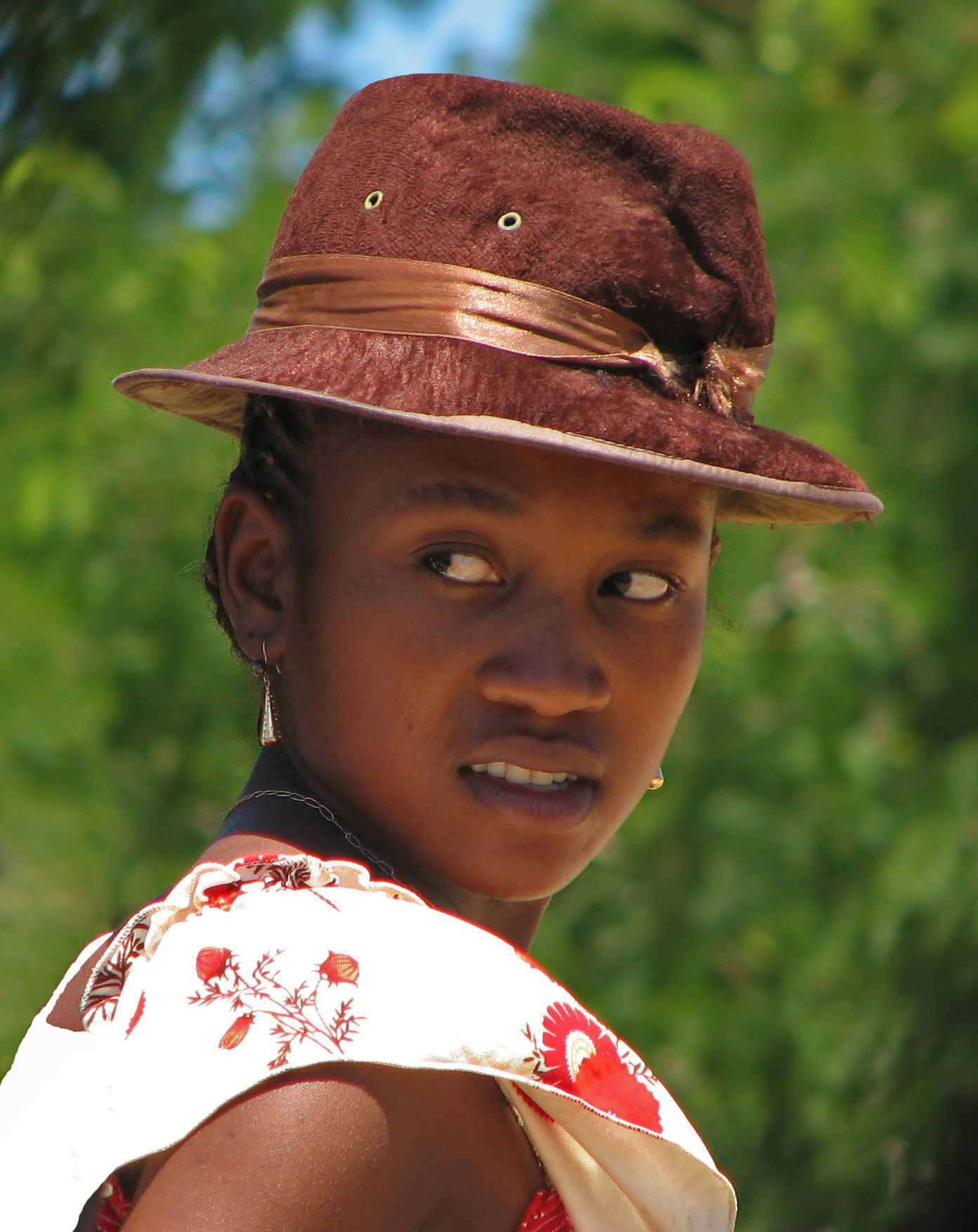
Ragazza con cappello, Toliara

Il porto commerciale della città è un importante snodo per l'import/export di beni come sisal, sapone, cotone, riso e arachidi.
È dotata di un aeroporto e viene talvolta adottata come base dai turisti diretti al parco nazionale dell'Isalo, a Ifaty, alla baia di Saint-Augustin e a Betioki.

## Storia
Nel XVII secolo, i pirati francesi sbarcarono nella baia di Saint-Augustin presso il tropico del Capricorno e installarono una sede commerciale per intrattenere delle relazioni commerciali con le popolazioni Masikoro (Sakalava) della costa. Ma si dovrà attendere la colonizzazione francese incominciata nel 1895 per vedere un reale sviluppo di Toliara, soprattutto in seguito alla decisione del governatore generale del Madagascar Joseph Simon Gallieni (1896-1905) di trasferire in un piccolo villaggio di pescatori Vezo tutti gli uffici amministrativi che prima si trovavano sull'antistante isoletta di Nosy Ve. 
Toliara (Tulèar, come si chiamava in epoca coloniale) ha subito significative trasformazioni urbanistiche e la creazione di una efficiente rete urbana di strade alternate da viali di tamarindi, il più importante dei quali è il boulevard Gallieni che taglia in due la città separando i quartieri commerciali dal porto.
Dopo l'indipendenza nel 1960 il ritmo di crescita è continuato ad aumentare e numerosi sono stati i cittadini francesi che hanno mantenuto in vita le proprie attività commerciali. Inoltre le spiagge incontaminate di Ifaty e di Anakao e il clima secco hanno attirato molti turisti europei, principalmente francesi, incrementando la vocazione turistica della città a discapito di quella industriale. Hanno quindi aperto numerosi ristoranti ed alberghi nelle vecchie villette coloniali, spesso gestiti dalla minoranza "Karana".

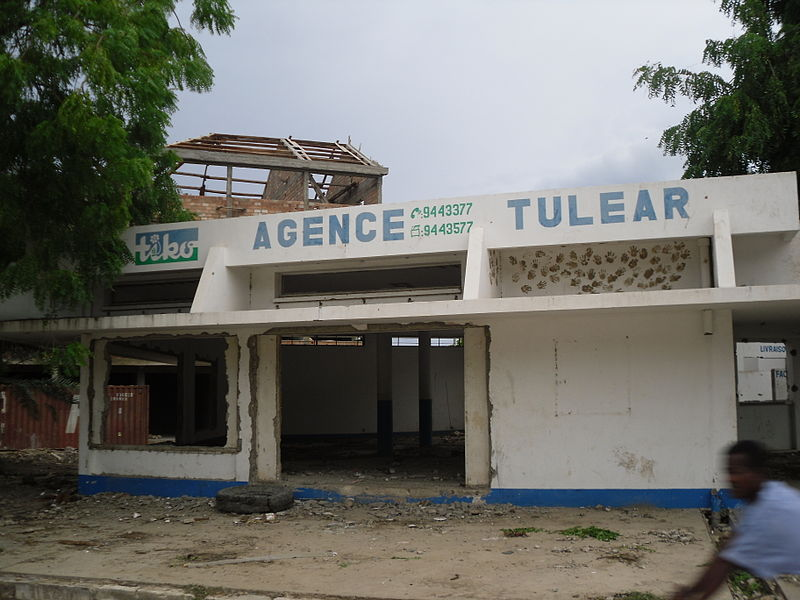
La sede della Tiko a Tulèar saccheggiata nel marzo 2009

### Attualità
Nel marzo 2009 nel corso delle manifestazioni di piazza contro il governo di Marc Ravalomanana numerosi edifici di proprietà del presidente (tra cui il complesso della Tiko) furono saccheggiati e dati alle fiamme dai manifestanti: il mandato di Ravalomanana si è concluso il 17 marzo 2009 con la sua rinuncia alla presidenza, avvenuta al termine di un lungo conflitto con i vertici militari che è stato descritto dalla stampa internazionale come un vero e proprio golpe.
Ma l'insediamento di Andry Rajoelina, attualmente alla guida della cosiddetta "Autorità di transizione", non ha portato subito alla pace, poiché gli scontri nel paese tra le opposte fazioni sono continuati ancora a lungo.

## Popolazione e demografia
Centro principale del Madagascar meridionale, Toliara ha conosciuto negli ultimi decenni un forte boom demografico in seguito al massiccio esodo dalle campagne verso la città.
I pescatori Vezo ne costituiscono il gruppo etnico autoctono più numeroso ma rischiano di essere superati dagli altri gruppi migranti, principalmente Mahafaly, Masikoro (Sakalava), Antandroy che attualmente rappresentano circa la metà della popolazione urbana. A questi si aggiungono inoltre altri gruppi di migranti che occupano posti di lavoro nel campo dell'amministrazione pubblica.

## Economia

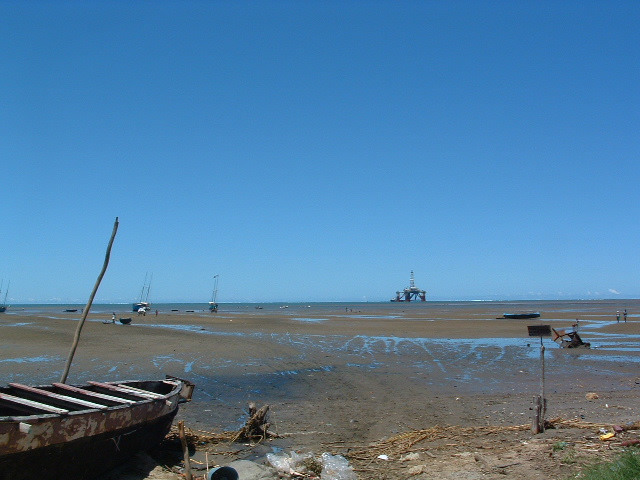
Estrazione di petrolio nella baia di Toliara

Malgrado il declino del settore industriale, la città portuale si specializza nell'import-export di vari prodotti tra cui il sisal, il cotone, il riso e il sapone. Il porto ha poi giocato un ruolo da protagonista durante il  "boom del mais" negli anni 80-90. Oggi, la presenza di migranti è forte soprattutto nell'agricoltura (maïs, manioca e riso) e nell'allevamento (zebù e capre) che riforniscono i numerosi mercati della città di prodotti alimentari: ciò contribuisce allo sviluppo del piccolo commercio e dell'informale per quanto riguarda i Mahafaly e i Masikoro (Sakalava). Gli Antandroy, invece, sono specializzati nel mestiere di "tiratori" di pousse-pousse (il mezzo di trasporto più utilizzato in città) e nell'impiego domestico. Ma, come avviene in tutto l'Ovest malgascio, l'economia locale resta dominata dalla minoranza Indo-pakistana "Karana" presente nella città da molte generazioni. Costoro hanno messo le mani su diversi settori, che vanno dal commercio all'ingrosso ai trasporti passando dall'alberghiero.
Il turismo è un settore molto promettente grazie al clima e alle bellezze naturali dei dintorni (Ifaty, Anakao, baia di Saint-Augustin). Il mare calmo e la presenza della barriera corallina favoriscono attività come l'immersione. Toliara è attualmente la principale destinazione dei flussi turistici verso il sud del Madagascar.
Inoltre il sottosuolo nei dintorni è ricco di minerali e pietre preziose: a circa 200 km a nord si trovano le ricche miniere di zaffiri di Ilakaka (scoperte dopo il 1999) e di sale terrestre.
Il progetto canadese Toliara Sands, ribattezzato Base Toliara, cerca di sfruttare l'ilmenite ma incontra una forte opposizione nonostante un investimento di 700 milioni di dollari.

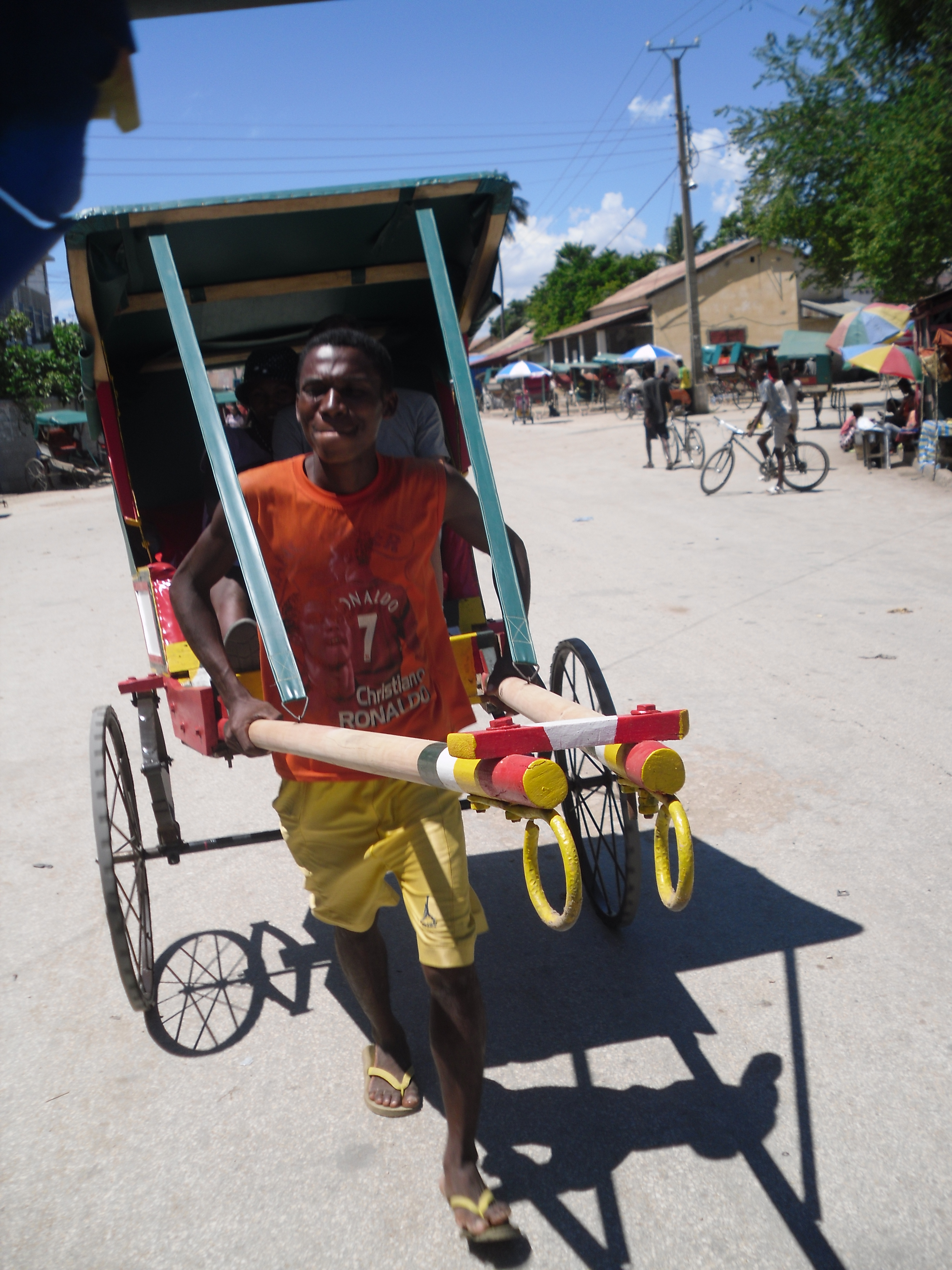
Antandroy "tiratore" di pousse-pousse a Toliara

## Monumenti
- Museo del mare di Toliara: il piccolo museo aperto nell'area del porto fa parte integrante dell'Istituto oceanografico.
- Museo regionale dell'università di Toliara: piccolo museo di carattere etnologico.

## Luoghi d'interesse
- Riserva naturale Reniala
- Riserva speciale di Bezaha Mahafaly
- Parco nazionale dell'Isalo